# إليانور هيبس
إليانور كايتلين هيبس (مواليد 4 أغسطس 2003) لاعبة كرة قدم إنجليزية، تلعب في مركز حارسة مرمى مع نادي توتنهام هوتسبير للسيدات في دوري السوبر للسيدات. لعبت سابقًا مع فرق بلاكبيرن روفرز، كوفنتري يونايتد، وشيفيلد يونايتد.

## نشأتها
هيبس من كرو، تشيشاير. التحقت بمدرسة ساندباتش الثانوية وكلية التعليم السادس. تم ترشيح حارسة المرمى هيبس لجائزة أفضل إنجاز رياضي شاب في حفل توزيع جوائز "إيفريبدي" لعام 2018.

## مسيرتها الكروية

### توتنهام هوتسبير
في 13 أغسطس 2021، انضمت هيبس إلى نادي توتنهام هوتسبير في الدوري الإنجليزي الممتاز للسيدات. قبل الانضمام إلى نادي بطولة السيدات بلاكبيرن روفرز على سبيل الإعارة لموسم موسم 2021–22. في 24 أبريل 2024، وقعت عقدًا جديدًا لمدة ثلاث سنوات مع توتنهام هوتسبير.
في 23 نوفمبر 2024، شاركت لأول مرة مع توتنهام ضد فريق أستون فيلا للسيدات في كأس الرابطة للسيدات 2024-25، وحافظت على نظافة شباكها في الفوز 1-0 على أرضها. شاركت في المباريات الثلاث التالية في دوري السوبر للسيدات مع توتنهام دون هزيمة، حيث ظهرت لأول مرة في الدوري ضد إيفرتون في 8 ديسمبر. في 15 أبريل 2025، وقعت هيبس عقدًا جديدًا مع توتنهام يمتد حتى عام 2028.

### فترات الإعارة
في 22 سبتمبر 2022، انضمت إلى نادي كوفنتري يونايتد للسيدات على سبيل الإعارة لموسم 2022–23،شارك في عشر مباريات بالدوري مع الفريق . في 21 أكتوبر 2023، انضمت إلى نادي شيفيلد يونايتد للسيدات حتى يناير 2024، بينما يواصل التدريب بدوام جزئي مع توتنهام هوتسبير، المشاركة في ثلاث مباريات أخرى في البطولة.

## مسيرتها الدولية
في أكتوبر 2021، مثّلت هيبس منتخب إنجلترا لكرة القدم للسيدات تحت 19 عامًا في مباريات تصفيات بطولة أوروبا للسيدات تحت 19 عامًا 2022 ضمن التشكيلة الأساسية ضد منتخب أيرلندا الشمالية لكرة القدم للسيدات تحت 19 عامًا، وكبديلة ضد منتخب سويسرا لكرة القدم للسيدات تحت 19 عامًا. مع فوز إنجلترا بالمباراتين والتقدم إلى الدور الثاني.